# Манастир (Прилеп)
Манастир (мкд. Манастир) је насеље у Северној Македонији, у јужном делу државе. Манастир припада општини Прилеп.

## Географија
Насеље Манастир је смештено у јужном делу Северне Македоније. Од најближег већег града, Прилепа, насеље је удаљено 40 km јужно (путем).
Манастир се налази у средишњем делу високопланинске области Маријово, као једно од најзабаченијих, али и етнички најчистијих делова православног словенског живља на тлу Македоније. Насеље је положено изнад долине Црне реке, која овде гради клисуру. Јужно од села пружа се висораван, док се источно издиже планина Козјак. Надморска висина насеља је приближно 560 метара.
Клима у насељу је планинска због знатне надморске висине.

## Становништво
По попису становништва из 2002. године, Манастир је имао 4 становника. Почетком 20. века ту је живело преко 200 становника.
Претежно становништво у насељу су етнички Македонци (100%).
Већинска вероисповест у насељу је православље.